# Pareclipsis kwantungensis
Pareclipsis kwantungensis là một loài bướm đêm trong họ Geometridae.